# NR-1
NR-1 (рус. НР-1) — американская экспериментальная атомная подводная лодка. Имея водоизмещение 400 тонн, глубину погружения до 1000 метров и не имея вооружения, NR-1 фактически занимает промежуточное положение между субмаринами и глубоководными обитаемыми аппаратами.

## История строительства
Подводная лодка была построена на верфи Electric Boat (подразделение General Dynamics в Гротоне). Закладка состоялась в 1967 году, спуск на воду — 25 января 1969 года. 19 августа того же года были завершены морские испытания, и лодка начала службу, базируясь на военно-морскую базу подводных лодок Нью-Лондон. NR-1 никогда официально не нарекали и не вводили в строй. В военно-морских силах США используется сквозная нумерация кораблей, назначаемая через Конгресс, и адмирал Хайман Риковер стремился не только не занимать номер в общем списке, но и избежать надзора, которому корабль обычно подвергается со стороны сразу нескольких бюрократических организаций.

## История службы
NR-1 предназначена для океанографических и геологических исследований, ремонтных работ, для установки и обслуживания подводного оборудования.
Использовалась для поиска и подъёма останков истребителя F-14, скатившегося в море с палубы авианосца «Джон Ф. Кеннеди» в 1976 году.
После катастрофы шаттла «Челленджер» в 1986 году NR-1 использовалась для поиска и подъёма со дна его обломков. Благодаря способности оставаться длительное время под водой, лодка была главным инструментом глубоководного поиска. При этом NR-1 работала даже тогда, когда погодные условия на поверхности и морское волнение заставляли все надводные суда возвращаться в порт.
В силу невысокой скорости движения NR-1 обычно доставлялась в зону погружения на буксире у надводного судна обеспечения, которое также способно участвовать в исследованиях, дополняя лодку и предоставляя условия для отдыха экипажа и пополнения запасов. NR-1 работает в паре с судном MV Carolyn Chouest, которое обеспечивает буксировку, связь, постановку на якорь и помощь во всей работе NR-1. Это судно служит универсальной платформой для размещения требующегося дополнительного оборудования и, вместе со своим экипажем, является незаменимой частью группы «NR-1 deep submergence team».
В 1995 году доктор Роберт Баллард использовал NR-1 и Carolyn Chouest для исследования остова однотипного с лайнером «Титаник» судна «Британник», служившего во время Первой мировой войны госпитальным судном и погибшего на минах у берегов Греции.
В 2002 году обследовала останки одних из первых американских кораблей — «Монитор» и «Акрон».
25 февраля 2007 года NR-1 на буксире у Carolyn Chouest прибыла в Galveston, штат Техас для подготовки экспедиции в Мексиканский залив.[прояснить]

## Конструкция

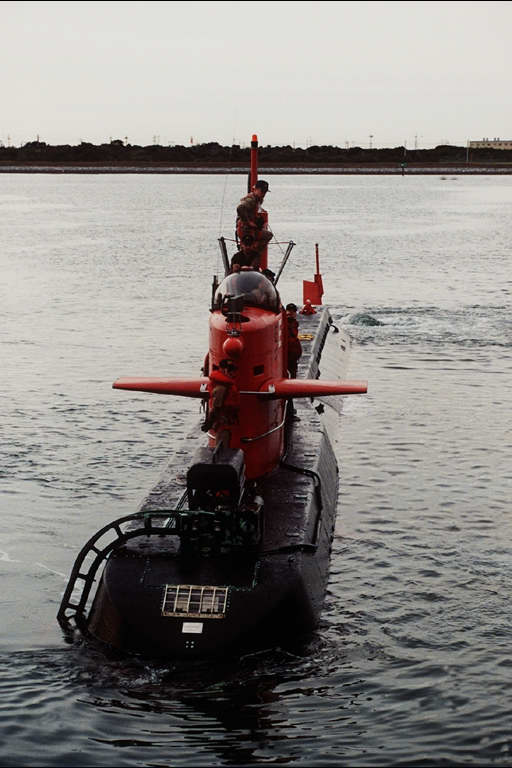
На корме видно подруливающее устройство

Основой энергетической установки NR-1 является водо-водяной ядерный реактор малой мощности, передающий энергию с помощью турбины на турбогенератор переменного тока. Генератор питает два электромотора, которые вращают два гребных винта. Рули глубины размещены на рубке, вертикальный руль имеет обычную конструкцию и размещён в хвосте. Манёвренность лодки улучшают четыре поворотных подруливающих устройства.
NR-1 оснащена комплексом электронного, компьютерного и гидроакустического оборудования, который решает задачи навигации, связи, обнаружения и идентификации подводных объектов, а также подъёма находок на поверхность. Лодка способна изучать морское дно, измерять температуру и направление течений, получать различную информацию для военного, коммерческого, научного использования. NR-1 обладает очень высокой манёвренностью. Ценной особенностью является способность висеть в воде без движения, позиционируясь с высокой точностью. Ядерный реактор обеспечивает независимость от надводных кораблей обеспечения и позволяет двигаться в погружённом состоянии длительное время, ограниченное только запасами пищи для экипажа.
Для глубоководных работ лодка оснащена выдвижными колёсами, тремя иллюминаторами, системой внешнего освещения, неподвижными и подвижными телекамерами, многоцелевым захватом-манипулятором, корзиной для образцов и вспомогательных приспособлений. Ориентирование на поверхности осуществляется при помощи телекамеры, зафиксированной на неопускаемой мачте на крыше рубки вместо выдвижного перископа. Так как в случае NR-1 скрытность при наблюдении с поверхности является нежелательной, то часть корпуса лодки окрашена в ярко-красный цвет.

## Галерея

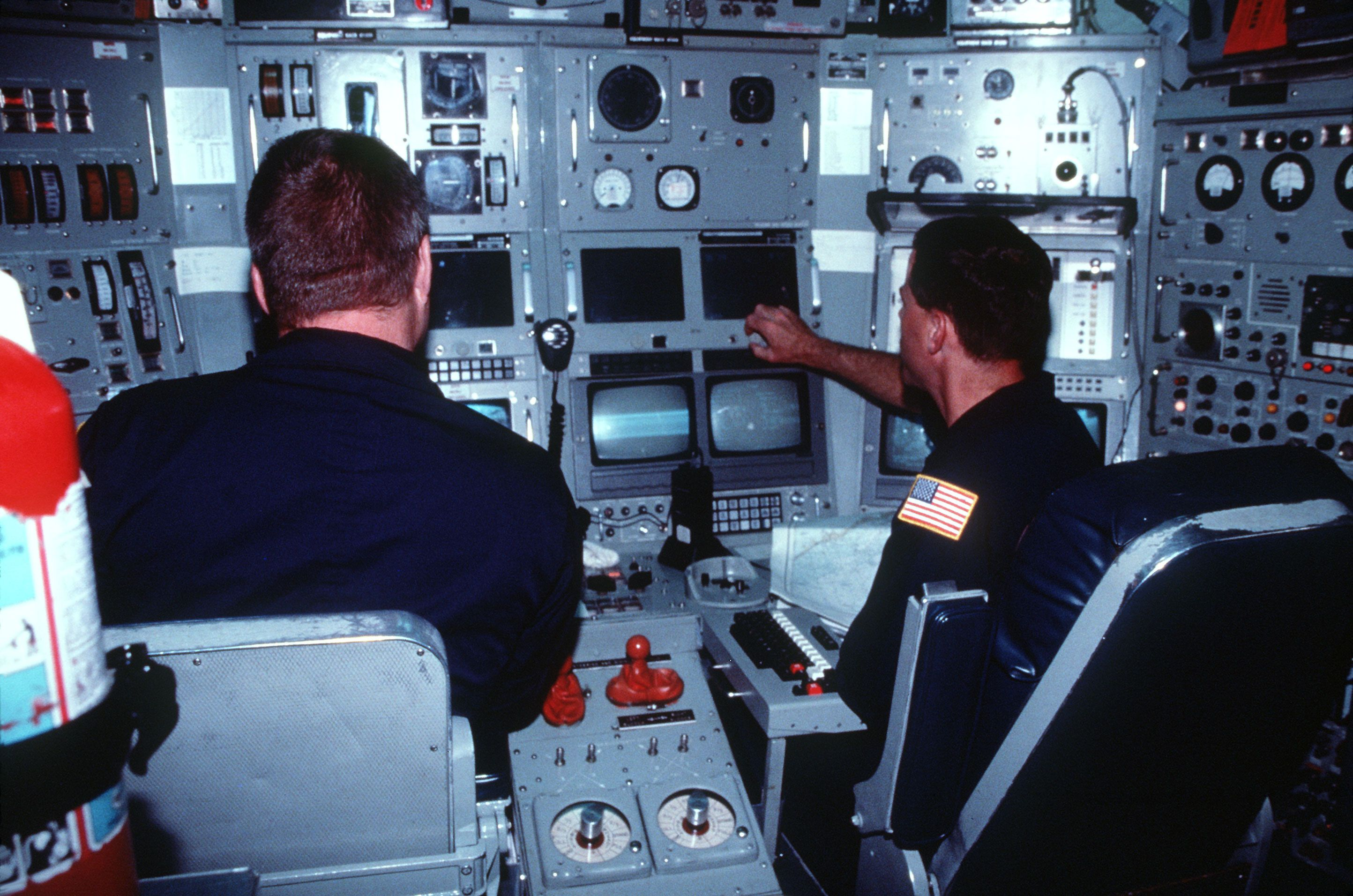
Приборная панель NR-1, 1995 год
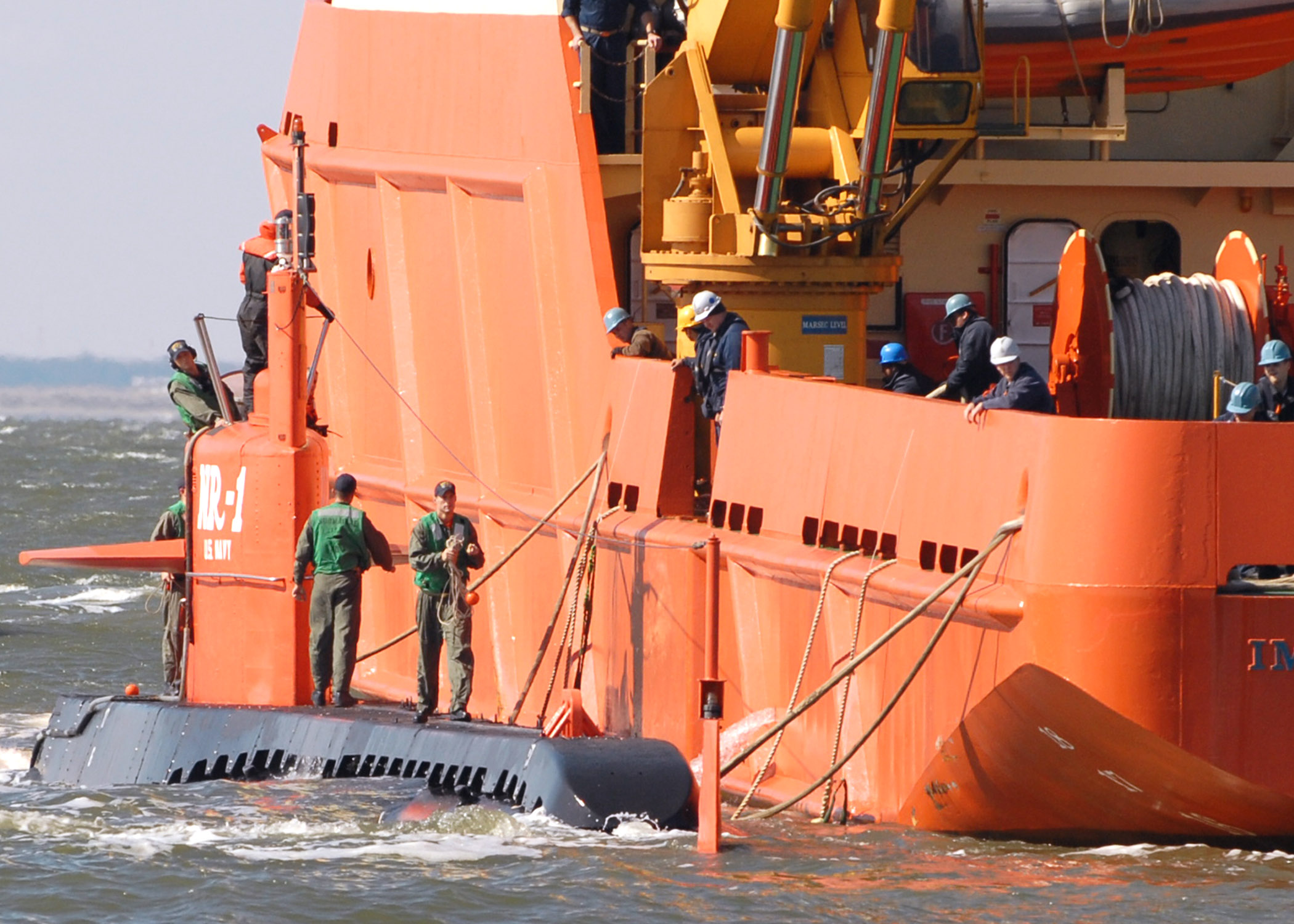
NR-1 у борта судна MV Carolyn Chouest, 2006 год
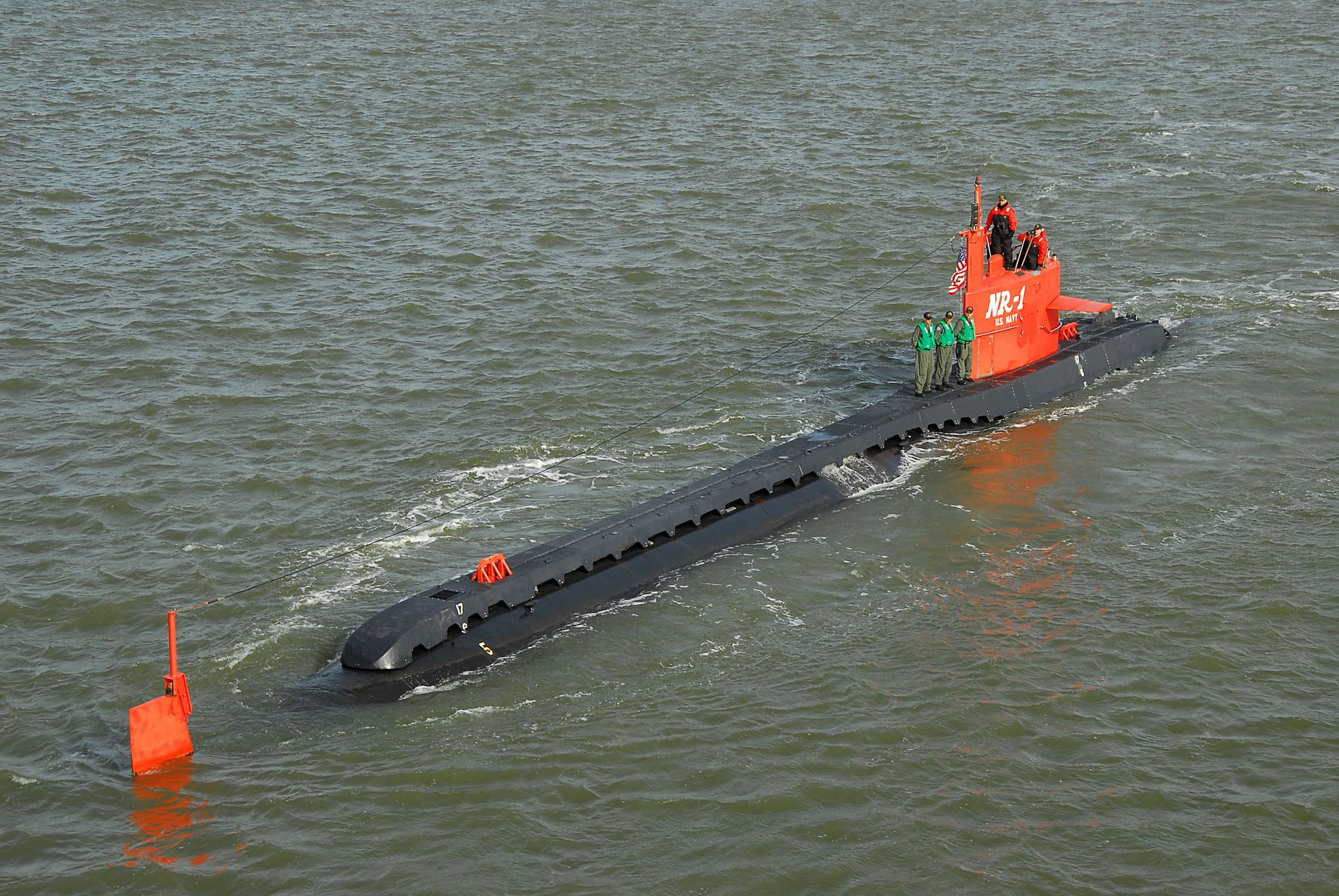
NR-1 в 2007 году

## Экипаж
Лодка является основой специальной научно-исследовательской группы «NR-1 deep submergence team», в которую входят 35 человек из состава ВМС и 10 гражданских служащих. Лодка вмещает до 13 членов экипажа, включая трёх из четырёх офицеров группы. Четвёртый офицер, как правило, находится на судне обеспечения. Все члены экипажа NR-1 обучены обращению с ядерным реактором и прошли соответствующий экзамен.